# Sovra
Sovra este o localitate din comuna Žiri, Slovenia, cu o populație de 13 locuitori.